# Тихон (Писарев)
Тихон Писарев (? — после 1725) — архимандрит Троице-Сергиевой лавры Московской епархии Русской православной церкви в 1718—1721 гг.

## Биография
О детстве и мирской жизни Тихона сведений практически не сохранилось. Постригся в монашество в Высоцком монастыре в Серпухове.
В 1714 году был определён архимандритом в Спасо-Ярославский монастырь, откуда 7 ноября переведён в Троице-Сергиеву лавру.
В числе многих других светских и духовных чинов он поставил свою подпись под Духовным регламентом, изданным Петром I 25 января 1721 года, но в число советников синода не был призван.
В конце 1721 года был отрешён от должности настоятеля Троице-Сергиевой лавры, так как, по слову Высочайшего указа от 20 марта 1722 года о назначении ему преемника, он «явился по многим непорядочным делам подозрительным». О причине этого отрешения можно судить по тому, что в росписи доходов Московского синодального управления канцелярии указан штраф в размере 7341 рублей 12 копеек, взысканный с Тихона в 1721 году «за многие с монахов, служителей и крестьян взятки».
После увольнения Тихон был записан в братство Чудова Московского монастыря; 15 ноября 1724 года, по Высочайшему указу, данному синоду, он был взят под стражу; но из дел Архива Священного Синода не видно, за какой проступок он был арестован.
После восшествия на престол Екатерины I указом от 20 февраля 1725 года он был освобождён, прощён «для поминовения блаженные и вечно достойные памяти» Пётр І и определён в братство Серпуховского Высоцкого монастыря. Умер и был похоронен в Высоцком монастыре.